# Hal Jordan
Hal Jordan is een personage uit de strips van DC Comics. Hij is de tweede superheld met de naam Green Lantern, en volgens velen ook de bekendste Green Lantern. Hij werd bedacht door John Broome en Gil Kane, en maakte zijn debuut in Showcase #22 (oktober 1959).

## Achtergrond
Na de Tweede Wereldoorlog daalde de populariteit van superheldenstrips. In de jaren 50, ook wel de Silver Age van de strips genoemd, slaagde DC Comics erin om veel van zijn oude helden toch weer populair te maken bij een groot publiek. Hiertoe ondergingen de personages vaak grote veranderingen om ze aan te passen aan de nieuwe tijd.
In de Golden Age van de strips was Alan Scott de Green Lantern, maar DC wilde voor de jaren 50 een nieuw personage. Dit werd Hal Jordan.
Hal Jordan was duidelijk een andere Green Lantern dan zijn voorganger. In plaats van een magische krachtbron gebruikte hij een ring gemaakt door buitenaardse wezens om de Green Lantern te worden.
Jordan onderging in de jaren erna een aantal veranderingen. Zo was hij naast Green Lantern ook de superschurk Parallax en een incarnatie van The Spectre.

## Biografie
Hal Jordan was een testpiloot voor de U.S. Airforce. Op een dag kwam hij toevallig een stervende alien genaamd Abin Sur tegen. Abin was een Green Lantern. Zijn schip was neergestort op Aarde, waarbij Sur zelf dodelijk gewond raakte. Voor hij stierf, gaf hij zijn ring en bijbehorende lantaarn door aan Hal. Zo werd Hal de nieuwe Green Lantern.
Als Green Lantern bevocht Hal een groot aantal kleurrijke schurken zoals Star Sapphire, Hector Hammond, en de kwaadaardige Green Lantern Sinestro. Hij was een oprichter van het superheldenteam de Justice League of America, waarin hij vooral goede vrienden was met Flash. Hoewel hij op Aarde als een superheld werd behandeld, ontdekte Hal al snel dat de alien die hem de ring gaf lid was van een grotere organisatie vol met helden zoals hij; de Green Lantern Corps. Jordan moest niet alleen de Aarde, maar ook een grote sector eromheen bewaken. Hal zocht dit Corps op, en onderging een tijd lang training om een sterkere en waardige Green Lantern te worden.
Hal had al lange tijd een oogje op een vrouw genaamd Carol, en tegen het einde van de jaren 60 besloot hij haar eindelijk ten huwelijk te vragen. Ze bleek echter al verloofd te zijn met een andere man. Teleurgesteld stopte Hal met zijn baan als testpiloot en begon door Amerika te reizen, waarbij hij een groot aantal verschillende banen aannam. Hij werd op zijn reizen vergezeld door Green Arrow. De twee kwamen veel “echte” problemen tegen. Regelmatig was er sprake van spanning tussen het duo vanwege hun verschillende kijk op het leven.
Nu Hal Jordan minder actief werd als Green Lantern, werd zijn plaats grotendeels ingenomen door John Stewart. In de jaren 80 werd Jordan zelfs een jaar lang de ruimte in verbannen door de Guardians of the Universe om zijn loyaliteit aan het Green Lantern Corps te bewijzen. Dit omdat hij volgens hen te veel aandacht aan de Aarde schonk, terwijl hij een hele sector van de ruimte moest bewaken. Dit werd Jordan te veel, en hij gaf zijn plek als Green Lantern op.
Tijdens het verhaal Crisis on Infinite Earths werd Jordan opnieuw de Green Lantern. Na dit verhaal richtte Jordan een nieuw Green Lantern korps op, met 7 actieve leden op aarde (waaronder John Stewart en Guy Gardner. Dit aardse korps hield niet lang stand.
In de controversiële graphic novel Emerald Twilight uit 1994 veranderde Hal tijdelijk in een superschurk. Hij bevocht de schukr Mongul, maar kon niet voorkomen dat die Hals hele thuisstad, Coast City, vernietigde. Hal probeerde de stad te herstellen met zijn ring, maar de Guardians of the Universe hielden hem tegen omdat hij zijn ring niet voor persoonlijk gewin mocht gebruiken. Woedend viel Jordan het hoofdkwartier van de Green Lantern Corps aan. Hij nam de naam Parallax aan, en probeerde de hoofdkrachtbron van de Green Lanterns in handen te krijgen. Uiteindelijk werd hij overmeesterd. Zijn plek op Aarde werd ingenomen door Kyle Rayner.
In het verhaal Final Night uit 1996 keerde Jordan weer terug naar zijn leven als held. Hij offerde zich op om de zon, die was gedoofd door de Sun-Eater, weer te doen ontbranden. Na zijn dood werd Jordan de nieuwste incarnatie van het wezen Spectre. Als Spectre deed hij nog in een aantal verhalen mee.
In de mini-serie Green Lantern: Rebirth werd Hal Jordan weer de Green Lantern van de Aarde, nadat hij als Spectre voorgoed had afgerekend met Parallax.

## Familie
Hal Jordan was een van de eerste superhelden in het DC Universum met een uitgebreide familie, die hij geregeld opzocht.
- Martin Harold Jordan: Jordans vader, die omkwam bij een vliegtuigongeluk. Hij wordt wel veel gezien in flashbacks.
- Jessica Elizabeth Jordan: de moeder van Hal, die Hal lange tijd verbood piloot te worden.
- Jack Jordan: Hals oudere broer. Hij is advocaat.
- Jim Jordan: Hals jongere broer. Hij is de meest roekeloze van de drie broers.
- Lawrence 'Larry' Jordan, Air Wave, is een neef van Hal Jordan.

## In andere media
Van alle Green Lanterns heeft Hal Jordan de meeste optredens in andere media:
- Hij maakte zijn debuut buiten de strips in de animatieserie The Superman/Aquaman Hour of Adventure.
- Green Lantern was een gastheld in The All-New Super Friends Hour. In deze serie werden veel van zijn krachten verkeerd geïnterpreteerd. Zo gebruikte hij een vliegtuig, gevormd uit zijn ring, om te vliegen.
- Hal Jordan was tevens een vast personage in de serie Challenge of the SuperFriends.
- Hal werd gespeeld door Howard Murphyt in de serie Legends of the Superheroes.
- In de serie Superman: The Animated Series verscheen in de aflevering "In Brightest Day" een Green Lantern. Lichamelijk leek deze Green Lantern op Hal Jordan, maar zijn naam en persoonlijkheid waren die van Kyle Rayner.
- Veel van Hal Jordans persoonlijkheid werd overgebracht op de John Stewart Green Lantern uit de serie Justice League.
- In de Justice League Unlimited aflevering "The Once and Future Thing, Part II: Time Warped" had Hal Jordan een gastoptreden.
- Hal Jordan had meerdere gastrollen in de serie The Batman.
- Hal Jordan speelt een rol in de animatiefilm Justice League: The New Frontier uit 2008.
- Hal Jordan speelt mee in de animatiefilm Green Lantern: First Flight uit 2009.
- Hal Jordan is de protagonist van de film Green Lantern uit 2011, waarin hij gespeeld wordt door Ryan Reynolds.
- Hal Jordan wordt ingesproken door Jonah Hill voor de animatiefilms The Lego Movie uit 2014, The Lego Batman Movie uit 2017 en The Lego Movie 2: The Second Part uit 2019. In de Nederlandse versies wordt hij ingesproken door Sander van der Poel.